# 西居尔·莫恩
西居尔·奥尔森·莫恩（挪威語：Sigurd Olsen Moen，1897年10月31日—1967年10月6日），挪威男子速度滑冰运动员。他曾代表挪威参加过1924年冬季奥林匹克运动会并在男子速度滑冰1500米的比赛中获得铜牌。